# John A. Warden III
John Ashley Warden III, né le 21 décembre 1943, est un colonel de l'United States Air Force, connu pour avoir élaboré la théorie des cinq cercles.

## Publications

### Livres
- (en) John A. III Warden, The Air Campaign : Planning for Combat, Washington, D.C., National Defense University Press, 1988, 180 p. (ISBN 978-1-58348-100-4, LCCN 98088494, lire en ligne)
- (en) John A. III Warden, Battlefield of the Future : 21st Century Warfare Issues, United States Air Force, septembre 1995, in Air and Space Power Journal (lire en ligne), « Chapter 4 : Air theory for the 21st century »

### Articles
- (en) John A. III Warden, « Enemy as a System », Airpower Journal, vol. Spring, no 9,‎ 1995, p. 40-55
- (en) John A. III Warden, « The Gulf War :  How WWII Lessons Influenced Planning and Execution in From Total War to Total Victory », Catigny Military History Series, vol. March,‎ 1995
- (en) John A. III Warden, « Success in Modern War : A Response to Robert Pape's Bombing to Win », Security Studies, vol. Winter, no 9,‎ 1995, p. 87-93
- (en) John A. III Warden, « The New American Security Force », Airpower Journal, vol. Fall, no 13,‎ 1999
- (en) John A. III Warden, Winning in FastTime : Harness the Competitive Advantage of Prometheus in Business and Life, Montgomery, Alabama, Venturist Publishing, 2002, 224 p. (ISBN 978-0-9711591-4-3, OCLC 48823476, LCCN 2001135162)
- (en) John A. III Warden, Strategic Thinking and Planning : A Concept Summary of Strategy and the Prometheus Process, Montgomery, Alabama, Venturist Publishing, 2008, 71 p. (ISBN 978-0-9817946-0-0)
- (en) John A. III Warden, The CEO and Leader’s Handbook : Introducing the Prometheus Process Strategic Planning Methodology, Montgomery, Alabama, Venturist Publishing, 2008, 66 p. (ISBN 978-0-9817946-1-7)
- (en) John A. III Warden, The Guide to Strategic Planning and Execution using the Prometheus Process, Montgomery, Alabama, Venturist Publishing, 2008 (ISBN 978-0-9817946-2-4)